# 2021 în astronomie
2018 - 2019 - 2020 - 2021 - 2022 - 2023  - 2024

## Evenimente și obiecte astronomice descoperite

### Februarie
- 18 februarie: Misiunea Mars 2020 va ateriza în craterul Jezero de pe Marte

### Martie
- 20 martie: Echinocțiul din martie.
- 30 martie: lansarea prevăzută a telescopului spațial James Webb.

### Mai
- 26 mai: eclipsă de Lună totală.

### Iunie
- 10 iunie: eclipsă de Soare inelară.
- 21 iunie: Solstițiul din iunie.

### August
- Din 16 până în 27 august: A 31-a Adunare Generală a Uniunii Astronomice Internaționale, la Busan, în Coreea de Sud.

### Septembrie
- 22 septembrie: Echinocțiul din septembrie.

### Noiembrie
- 19 noiembrie: eclipsă de Lună parțială.

### Decembrie
- 4 decembrie: eclipsă de Soare totală.
- 21 decembrie: Solstițiul din decembrie.